# Principe de charité
 (août 2013).
Si vous disposez d'ouvrages ou d'articles de référence ou si vous connaissez des sites web de qualité traitant du thème abordé ici, merci de compléter l'article en donnant les références utiles à sa vérifiabilité et en les liant à la section « Notes et références ».
Le principe de charité est un type de compréhension des propos d'autrui qui consiste à attribuer aux déclarations de celui-ci un maximum de rationalité.
Le principe de charité est une méthode fondée principalement par les philosophes Quine et Davidson. 
C'est un principe qui consiste à interpréter un comportement comme relevant d'intelligence et de faculté élevées.
En contradiction avec le canon de Morgan ou le rasoir de Hanlon, le principe de charité suppose, par défaut, que l'individu est une personne intelligente et que ses propos sont à interpréter de manière différente s'ils sont incohérents. Il est particulièrement utilisé pour déceler l'ironie : en effet, une personne préfère interpréter des propos comme ironiques s'ils lui paraissent littéralement absurdes. Le principe de charité s'applique en général aux humains uniquement, car ceux-ci sont dotés d'intelligence supérieure à celle des autres animaux.
De ce fait, afin d'analyser une situation, le principe de charité sera utilisé pour un comportement humain alors que l'on utilisera le canon de Morgan pour analyser le comportement animal.